# Hebei
För andra betydelser, se Hebei (olika betydelser).
Hebei (fil), även känt som Hopeh, är en provins i norra Kina. Den administrativa huvudorten är Shijiazhuang, medan den största staden är Tangshan. Provinsen omfattar regionen runt storstäderna Peking och Tianjin (som är egna administrativa enheter), och har kust i öster mot Bohaibukten. 
Namnet Hebei betyder "norr om floden", syftandes på Gula floden.

## Geografi
Hebei är till största delen ett lågt liggande slättland, som är uppbyggt av alluviala sediment och lössjord. Endast provinsens nordöstra del är bergig. Hebei är till stor del uppodlat och de främsta grödorna är vete och hirs.

## Historia
Under Qing-dynastin kallades det som idag är Hebei-provinsen för Zhili, vilket betydde att provinsen lydde direkt under den kejserliga regeringen. Namnet Hebei fick provinsen efter kejsardömets fall 1911.
Den geografisk-administrativa enhet inom Folkrepubliken Kina som provinsen Hebei idag utgör skapades formellt av kommunistpartiet redan den 1 augusti 1949, men de exakta provinsgränserna har justerats otaliga gånger under åren. När provinsen Jehol upplöstes 1955 tog Hebei över prefekturen Chengde.
Provinsregeringen hade sitt säte i staden Baoding fram till april 1958, då den flyttade till Tianjin, och åter mellan april 1966 och januari 1968. Sedan januari 1968 är det staden Shijiazhuang som är provinshuvudstad.

## Administrativ indelning
Provinsen är idag indelad i elva städer på prefekturnivå. Dessa är i sin tur indelade i sammanlagt 33 städer på häradsnivå, 108 härad (xian) och 6 autonoma kommuner (zizhixian). 
| Karta | Nr           | Namn     | Kinesiska        | Hanyu Pinyin | Administrativt centrum |
| ----- | ------------ | -------- | ---------------- | ------------ | ---------------------- |
|       |              |          |                  |              |                        |
| 1     | Shijiazhuang | 石家莊市 | Shíjiāzhuāng shì | Chang'an     |                        |
| 2     | Baoding      | 保定市   | Bǎodìng shì      | Xinshi       |                        |
| 3     | Cangzhou     | 滄州市   | Cāngzhōu shì     | Yunhe        |                        |
| 4     | Chengde      | 承德市   | Chéngdé shì      | Shuangqiao   |                        |
| 5     | Handan       | 邯鄲市   | Hándān shì       | Hanshan      |                        |
| 6     | Hengshui     | 衡水市   | Héngshǔi shì     | Taocheng     |                        |
| 7     | Langfang     | 廊坊市   | Lángfāng shì     | Anci         |                        |
| 8     | Qinhuangdao  | 秦皇島市 | Qínhuángdǎo shì  | Haigang      |                        |
| 9     | Tangshan     | 唐山市   | Tángshān shì     | Lunan        |                        |
| 10    | Xingtai      | 邢台市   | Xíngtái Shì      | Qiaodong     |                        |
| 11    | Zhangjiakou  | 張家口市 | Zhāngjiākǒu Shì  | Qiaoxi       |                        |

### Städer
Övriga städer:
- Anguo, Bazhou, Botou, Dingzhou, Gaobeidian, Gaocheng, Hejian, Huanghua, Jinzhou, Jizhou, Luquan, Nangong, Qian'an, Renqiu, Sanhe, Shahe, Shenzhou, Wu'an, Xinji, Xinle, Zhuozhou, Zunhua

## Politik
Den politiska makten i Hebei utövas officiellt av provinsen Hebeis folkregering, som leds av den regionala folkkongressen och guvernören i provinsen. Dessutom finns det en regional politiskt rådgivande konferens, som motsvarar Kinesiska folkets politiskt rådgivande konferens och främst har ceremoniella funktioner. Sedan 2017 är provinsens guvernör Xu Qin
I praktiken utövar dock den regionala avdelningen av Kinas kommunistiska parti den avgörande makten i Hebei och partisekreteraren i regionen har högre rang i partihierarkin än guvernören. Sedan 2015 heter partisekreteraren Zhao Kezhi.